# Noisettia orchidiflora
Noisettia orchidiflora (Rudge) Ging. – gatunek rośliny z monotypowego rodzaju Noisettia w obrębie rodziny fiołkowatych (Violaceae). Występuje naturalnie w Surinamie, Gujanie Francuskiej, Peru oraz Brazylii (w stanach Acre, Amazonas, Pará, Alagoas, Bahia, Maranhão, Pernambuco, Espírito Santo, Minas Gerais, Rio de Janeiro, São Paulo, Paraná i Santa Catarina). 

## Morfologia
PokrójZimozielona bylina lub półkrzew. Dorasta do 1,5 m wysokości.
LiścieUlistnienie jest naprzemianległe. Blaszka liściowa ma eliptycznie lancetowaty lub podługowato lancetowaty kształt. Mierzy 4–18 cm długości oraz 1–3,5 cm szerokości, jest piłkowana na brzegu, ma zbiegającą po ogonku nasadę i ostry wierzchołek. Ogonek liściowy jest nagi, skrzydlaty i ma 5–35 mm długości.
KwiatyZygomorficzne, obupłciowe, zebrane po 2–6 w pęczkach wyrastających z kątów pędów. Mają 5 wolnych działek kielicha o równowąsko lancetowatym kształcie i dorastających do 3–5 mm długości. Płatków jest 5, są wolne, nierówne, dwa górne płatki są lancetowate (3–4 mm długości), dwa boczne mają podługowaty kształt (5–6 mm długości), natomiast dolny jest nieco sercowaty, z rurkowatą ostrogą (10 mm długości). Pręcików jest 5, są niezrośnięte. Zalążnia jest jednokomorowa, ze słupkiem górnym.
OwoceTrójboczne torebki mierzące 6-9 mm długości, o podługowatym kształcie, pękające trzema zastawkami.

## Biologia i ekologia
Rośnie na brzegach cieków wodnych i terenach bagnistych. 